# Kaj Leo Johannesen
Kaj Leo Johannesen (ur. 28 sierpnia 1964 w Thorshavn) – farerski polityk, premier Wysp Owczych od 26 września 2008, przewodniczący Partii Unii od 2004 oraz piłkarz. Od 2019 roku minister zdrowia.

## Życiorys
Johannesen swą karierę sportową rozpoczął w 1984. Był piłkarzem klubu HB Tórshavn. Wchodził także w skład reprezentacji narodowej Wysp Owczych. Karierę sportową zakończył w 1999. W sumie rozegrał 296 meczów ligowych.
W latach 1997–2000 Johannesen wchodził w skład władz lokalnych gminy Tórshavn. Od 2002 zasiada w parlamencie Wysp Owczych (Løgting). W 2004 został przewodniczącym konserwatywno-liberalnej Partii Unii (Sambandsflokkurin). Od 2004 do 2008 zajmował stanowisko ministra spraw zagranicznych.
W wyborach parlamentarnych w styczniu 2008 Partia Unii zajęła drugie miejsce, zdobywając 7 mandatów w 33-osobowym parlamencie. Znalazła się jednak w opozycji, gdyż zwycięska Republika zawiązała koalicję z Farerską Partią Socjaldemokratyczną oraz Farerską Partią Centrum. 24 września 2008 koalicja się rozpadła. Nową koalicję uformowała Farerska Partia Unii, Farerska Partia Ludowa oraz Farerska Partia Socjaldemokratyczna. 26 września 2008 nowym szefem rządu został Kaj Leo Johannesen.
16 września 2019 roku został powołany w skład rządu Bárðura Nielsena na stanowisko ministra zdrowia.